# Geëxpandeerd polypropyleen
Geëxpandeerd polypropyleen (EPP) is een partikelschuimstof op polypropeenbasis. 
Anders dan bij geëxpandeerd polystyreen (EPS) wordt EPP zonder drijfmiddel geleverd, zodat een drijfmiddel-gebaseerde expansie niet mogelijk is.
EPP werd in de jaren 80 ontwikkeld. Bij de productie van EPP onderscheidt men twee procedurebeginsels: de autoclaaftechniek (standaard) en de directe schuimextrusie (zelden).
De verwerking in het zogenaamde vormdeelproces vindt in speciale vormdeelmachines plaats. Deze onderscheiden zich door een stabielere uitvoering van conventionele EPS-machines. De eigenlijke verwerkingstappen bestaan daaruit de schuimpartikelen door middel van damp (damptemperatuur ca. 140 tot 165°C – afhankelijk van type grondstof) te verzachten, zodat ze versmelten. Een terugwerkende verwerking (bv. ontbramen) is, in tegenstelling tot bij polyurethaan-schuimstofdelen, bij EPP-vormdelen niet gebruikelijk.
EPP wint terrein ook buiten de oorspronkelijke inzetgebieden (automobiel en hoogwaardige meerwegverpakking). Zo vindt men EPP bijvoorbeeld steeds vaker in sport, logistiek, meubelen en design. 
Een nieuwe ontwikkeling bestaat uit de inzet van EPP in de automobielindustrie. Zo bestaat bij de Volkswagen Touareg en de Porsche Cayenne het dragende deel van de achterbank uit EPP.